# Fort de la Chartreuse
Fort La Chartreuse is een fort opgericht voor de verdediging van de Belgische stad Luik. Het werd in 1817 in opdracht van Willem I gebouwd op de Mont Cornillon en kwam na de Belgische Revolutie in 1830 in handen van de nieuwe Belgische staat.

## Geschiedenis
De heuvel Mont Cornillon in Luik was sinds 1124 de locatie van een klooster van premonstratenzers. In 1360 namen de kartuizermonniken het klooster over, die ook de naam aan het latere fort gaven. Het kartuizerklooster had door haar ligging op een heuvel een strategisch belang tijdens de Franse beschieting van Luik in 1691. De Kartuizers verlieten het klooster in 1793. De strategische heuvel werd in 1794 tijdens de Eerste Coalitieoorlog nog gebruikt door de Oostenrijkers in de verdedigingslinie langs Maas en Ourthe tijdens de Franse opmars. 
In 1817 werd het huidige fort gebouwd in opdracht van koning Willem I der Nederlanden als onderdeel van de Wellingtonbarriere.
Door de bouw van een nieuwe fortengordel rond Luik in 1888 verloor het fort zijn waarde.  De vesting werd als verdedigingswerk gedeclasseerd in 1891 en omgevormd tot kazerne.
Het fort speelde een rol bij de verdediging van Luik in de Eerste Wereldoorlog. Op 5 augustus 1914 bestookten de Duitsers de oostelijk gelegen forten rond Luik met infanterie en geschut. De aanvallers werden weggemaaid, de granaten van de artillerie hadden geen vat op het gewapend beton van de forten. Toch slaagden de Duitsers erin via ruimten tussen de forten binnen te dringen. Na hevige straatgevechten in Queue-du-Bois werden op 7 augustus 1914 de heuvels ten oosten van Chartreuse veroverd, men trof er lege dorpen aan, de bevolking was gevlucht. De volgende ochtend werd Chartreuse bezet en trokken de Duitsers via twee niet vernietigde bruggen Luik binnen. Tijdens de Eerste en Tweede Wereldoorlog  werd Fort de la Chartreuse gebruikt als gevangenis door de Duitse bezetter.
Vanaf 1982 begonnen de eenheden die gestationeerd waren op de site naar andere kazernes te verhuizen maar het duurde nog tot begin 1988 tot alle militairen waren verdwenen.

## Tegenwoordig
Sinds 1980 is het fort verlaten en heeft de natuur het overgenomen. Tegenwoordig is dit verlaten fort populair bij urban explorers (urbex) en wordt gebruikt als fotolocatie. De staat van het pand gaat sinds 2010 hard achteruit en de bovenetages zijn niet veilig meer te betreden. 

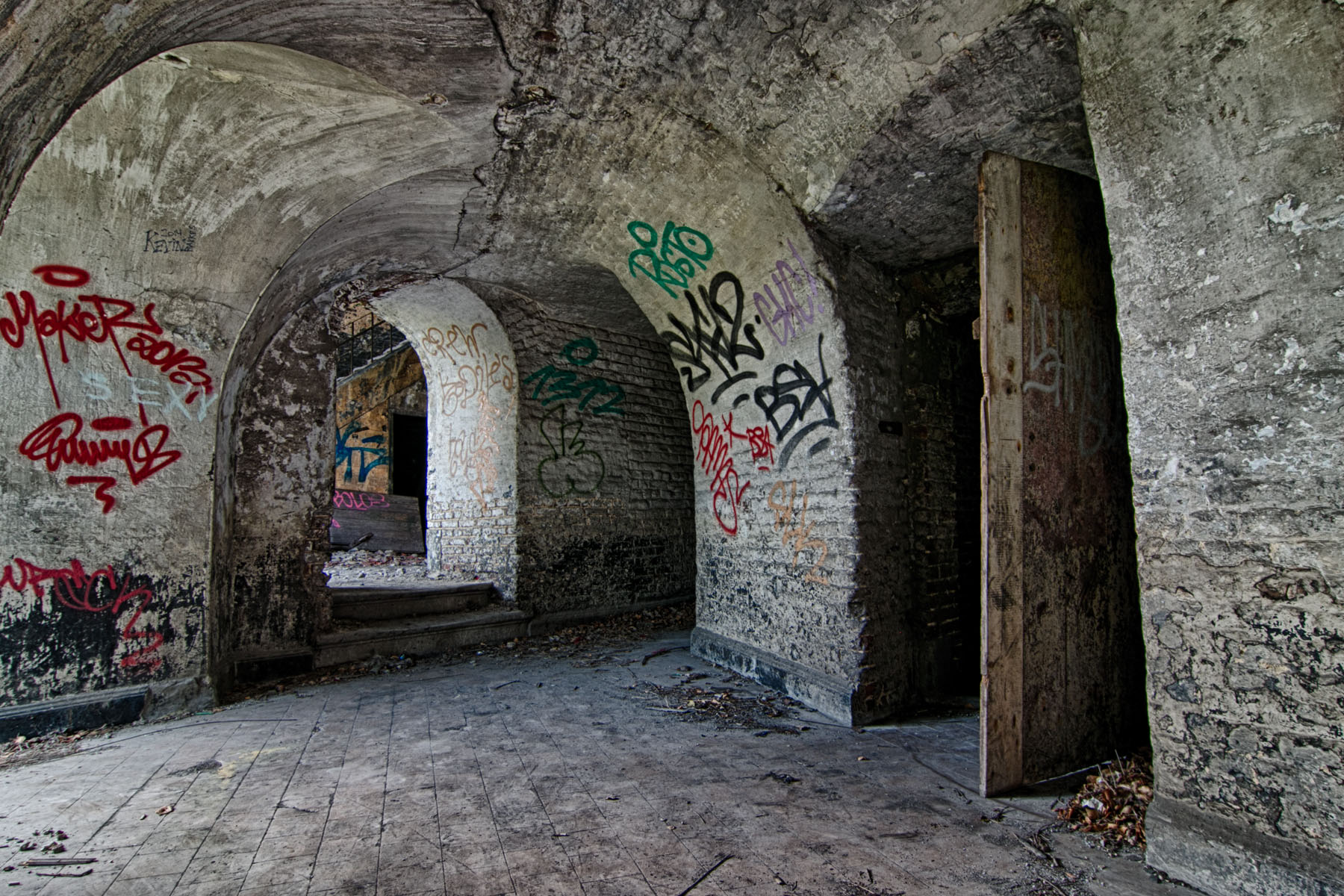
In het reduit
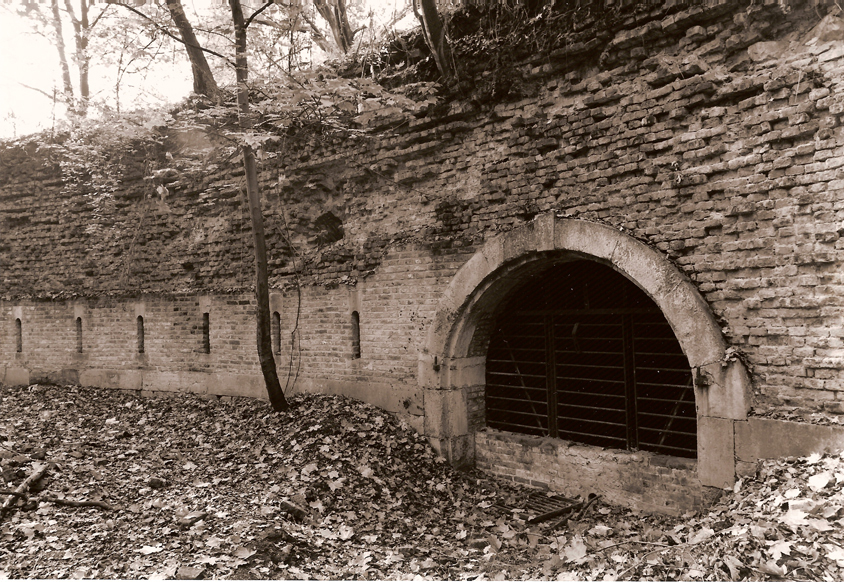
Redan
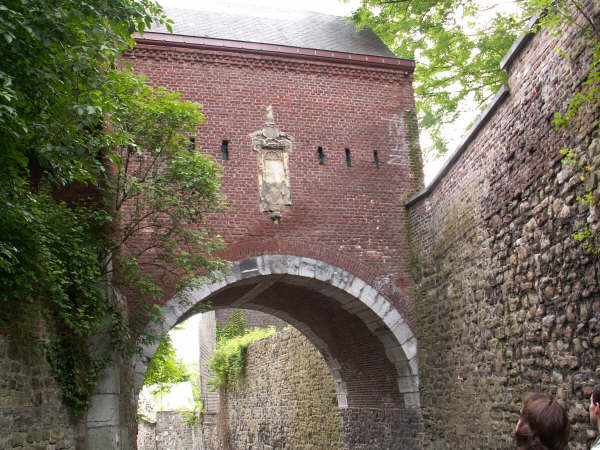
versterkte loopbrug klooster 17e eeuw
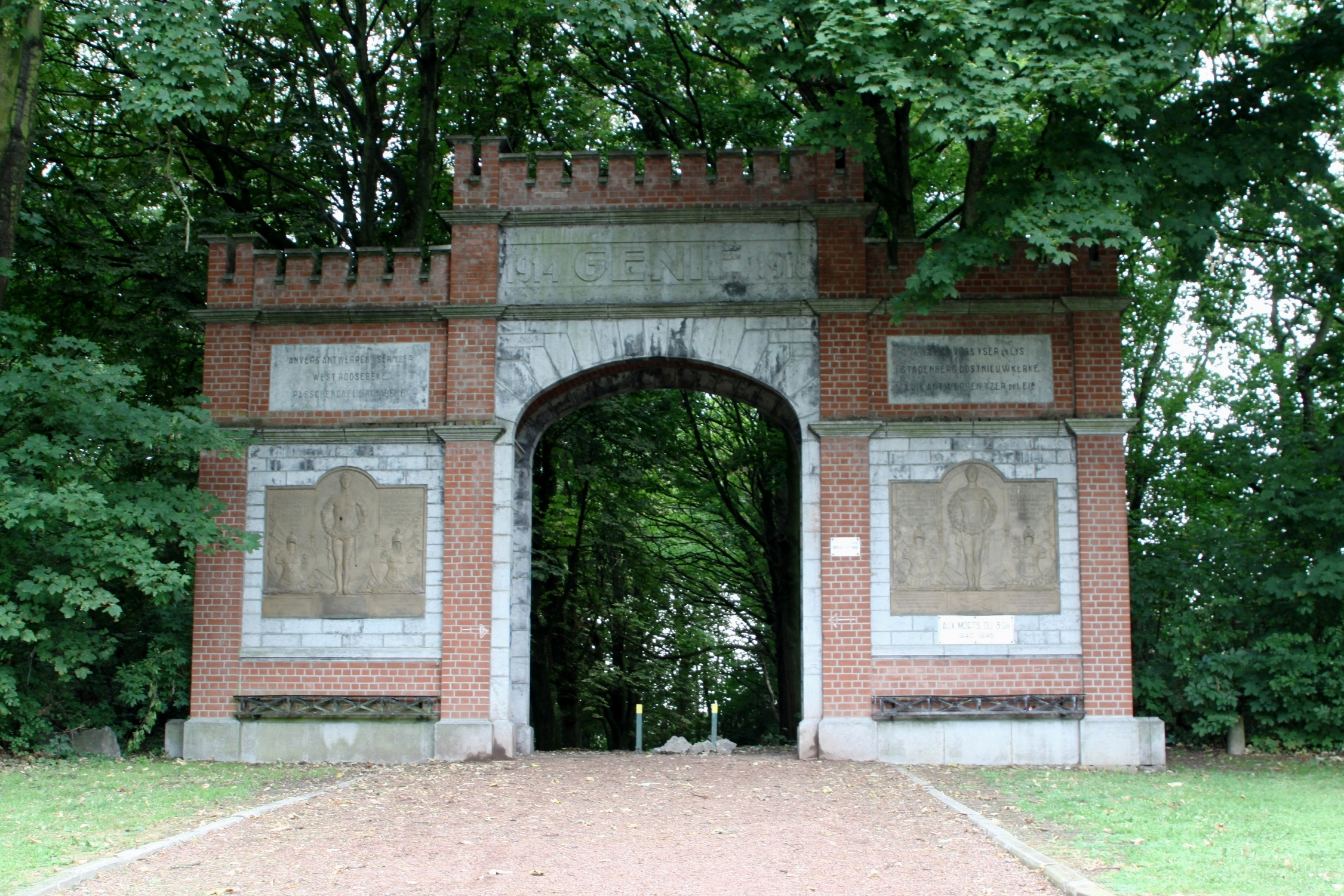
Monument 3e Genie

## Naslagwerken
- (fr)  Thierry Brasseur (1993) La Chartreuse : forteresse hollandaise en sursis.
- (fr)  Thierry Brasseur (1994) La Chartreuse de Liège.